# Логвиненко Олексій Степанович
Олексі́й Степа́нович Логвине́нко (нар. 21 травня 1955, м. Свалява, Закарпатська область) — український політик. Кандидат політичних наук. Член партії «Україна — Вперед!» (з 23 грудня 2011).

## Освіта
Закінчив Харківський державний університет ім. М. Горького (спеціальність — психолог) і Харківський інститут бізнесу та менеджменту (спеціальність — економіст).

## Кар'єра
Працював викладачем Харківського державного університету, завідувачем навчальною частиною інституту суспільно-політичних знань Харківського обласного комітету КПУ (у 1988–1991 роках). У 1997–2000 роках — заступник голови Харківської обласної державної адміністрації. У 2001–2006 роках — голова наглядової ради ВАТ «Мегабанк» (м. Харків). З січня 2002 року — директор НДІ регіональної політики.
Член Політради Народно-демократичної партії (грудень 2000 — грудень 2002).
Був радником голови Харківської облдержадміністрації з політико-правових питань на громадських засадах (з лютого 2005).

## Парламентська діяльність
Березень 1994 — кандидат в народні депутати України за виборчім округом № 370 Харківської області, висунутий трудовим колективом. На час виборів: безпартійній. 1-ий тур: «за» — 10,84 %, «проти» — 82,71 %; 2-ий тур: «за» — 41,05 %, «проти» — 57,96 %.
Березень 1998 — кандидат в народні депутати України від Народно-демократичної партії, № 107. На час виборів: заступник голови Харківської обласної державної адміністрації, член НДП.
Квітень 2002 — кандидат в народні депутати України від блоку «За єдину Україну!», № 84 в списку. На час виборів: директор ДП «Науково-дослідний інститут регіональної політики», член НДП.
Народний депутат України 5-го скликання з 25 травня 2006 до 15 червня 2007 від «Блоку Юлії Тимошенко», № 58 в списку. На час виборів: директор НДІ регіональної політики Харківського національного університету ім. В. Каразіна, безпартійний. Член фракції «Блок Юлії Тимошенко» (з травня 2006). Голова підкомітету з питань співробітництва з країнами СНД Комітету у закордонних справах (з липня 2006). 15 червня 2007 достроково припинив свої повноваження під час масового складення мандатів депутатами-опозиціонерами з метою проведення позачергових виборів до Верховної Ради.
Народний депутат України 6-го скликання з 23 листопада 2007 до 12 грудня 2012 від «Блоку Юлії Тимошенко», № 59 в списку. На час виборів: директор НДІ регіональної політики Харківського національного університету імені Василя Каразіна, член ВО «Батьківщина». Член фракції «Блок Юлії Тимошенко» (листопад 2007 — березень 2012). Голова підкомітету з питань співробітництва з країнами СНД Комітету у закордонних справах (з грудня 2007).

## Відзнаки та нагороди
- Почесний громадянин Харківської області (2015)[4].